# U-Boot tipus VII
Els submarins tipus VII eren la columna vertebral de la Kriegsmarine alemanya durant la Segona Guerra Mundial. Es basaven en el tipus E-2, produït per la companyia Deschimag per a l'Armada Soviètica (a l'URSS, produït com a sèrie IX). Els submarins tipus VII van ser els més utilitzats durant la guerra i es van construir en les sèries més grans del món: fins a 700 unitats.
El tipus VII tenia diverses variants, mostrades a continuació:

## Tipus VIIA
Els submarins del tipus VIIA van ser dissenyats el 1933 i fins al 1934 com una nova generació d'U-boot  d'atac. Substituts dels seus predecessors del tipus II, eren molt més potents que aquests, ja que disposaven de quatre tubs llançatorpedes a la proa i un a la popa. Normalment portaven 11 torpedes a bord a més d'un canó de 88 mm amb 220 projectils a la coberta. Destacaven per la seva agilitat a la superfície.
Se'n van produir deu unitats entre els anys 1935 i 1937. Tots ells van ser enfonsats durant la Segona Guerra Mundial, excepte dos (U-29 i U-30) que van ser enfonsats posteriorment el 4 de maig de 1945 a la badia de Kupfermühlen.

### Característiques
- Desplaçament: 626 tones (superfície), 745 tones (submergit)
- Longitud: 64,5 m en total, 45,5 m buc
- Amplada: 5,85 m en total, 4,7 m buc
- Calat: 4,4 m
- Altura: 9,5 m
- Propulsió: 2310 cv (1,700 kW) en superfície, 750 cv (560 kW) submergit
- Velocitat: 17 nusos (31 km/h) en superfície, 8 nusos (15 km/h) submergit
- Autonomia: 11.470 km (6.200 milles nàutiques) a 10 nusos (19 km/h) en superfície, 175 km (94 milles) a 4 nusos (7 km/h) submergit
- Tubs llança-torpedes: 4 proa, 1 popa (11 torpedes)
- Canó de coberta: 88 mm/45 amb 220 projectils
- Tripulació: 42-46 oficials i mariners
- Profunditat màxima d'immersió: 220 m (722 peus)
- Profunditat pressió insostenible: 230–250 m (754-820 peus)

## Tipus VIIB

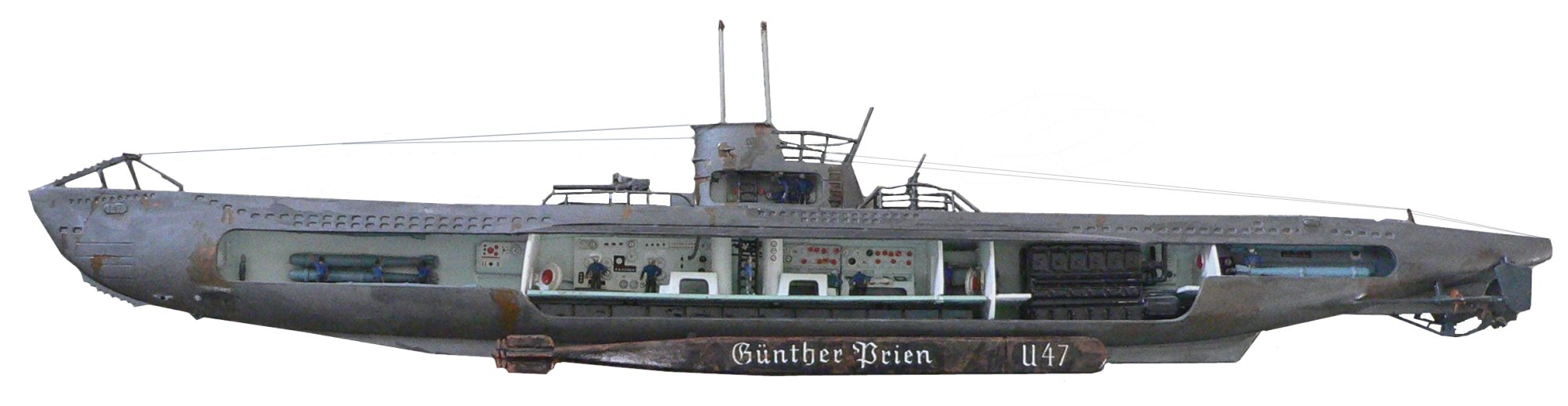
Model de lU-47 de Prien

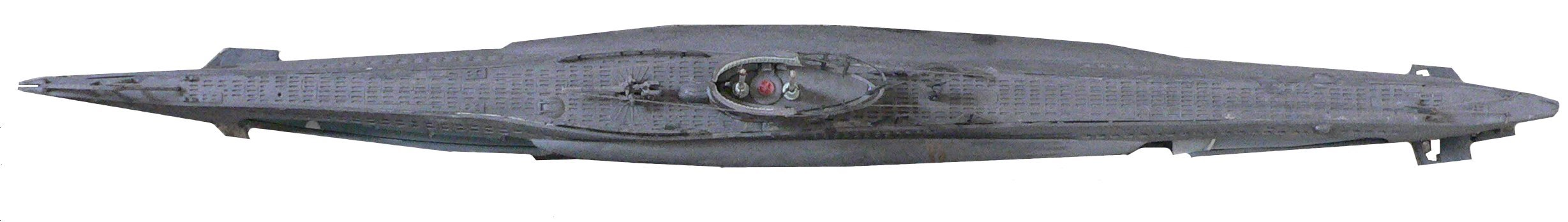
Model de lU-47 de Prien

L'únic inconvenient dels submarins del tipus VIIA era la capacitat limitada de combustible. Per aquest motiu entre els anys 1936 i 1940 es construïren submarins del tipus VIIB. Aquests tenien una capacitat addicional de combustible consistent en 33 tones, emmagatzemat en cisternes externes, ampliant així la seva autonomia en 4.625 quilòmetres a 10 nusos (19 km/h) en superfície. La seva velocitat també era lleugerament superior a la dels VIIA i posseïen dos timons que el feien encara més maniobrable. El seu armament era el mateix que el dels VIIA (exceptuant l'U-83, que no tenia tub llança-torpedes a popa), però tenien capacitat d'emmagatzematge per tres torpedes addicionals.
Molts dels submarins més famosos de la Segona Guerra Mundial eren de la classe VIIB: U-48 (el de més èxit), el submarí U-47 de Günther Prien, l'U-99 d'Otto Kretschmer i l'U-100 de Joachim Schepke.

### Característiques
- Desplaçament: 753 tones (superfície), 857 tones (submergit)
- Longitud: 66,5 m en total, 48,8 m buc
- Amplada: 6,2 m en total, 4,7 m buc
- Calat: 4,74 m
- Altura: 9,5 m
- Propulsió: 3.200 cv (2.400 kW) en superfície, 750 cv (560 kW) submergit
- Velocitat: 17,9 nusos (33 km/h) en superfície, 8 nusos (15 km/h) submergit
- Autonomia: 16.095 km (8.700 milles) a 10 nusos (19 km/h) en superfície, 175 km (94 milles) a 4 nusos (7 km/h) submergit
- Tubs llança-torpedes: 4 proa, 1 popa (14 torpedes)
- Canó de coberta: 88 mm/45 amb 220 projectils
- Tripulació: 44-48 oficials i mariners
- Profunditat màxima d'immersió: 220 m (722 ft)
- Profunditat pressió insostenible: 230–250 m (754–820 ft)

## Tipus VIIC

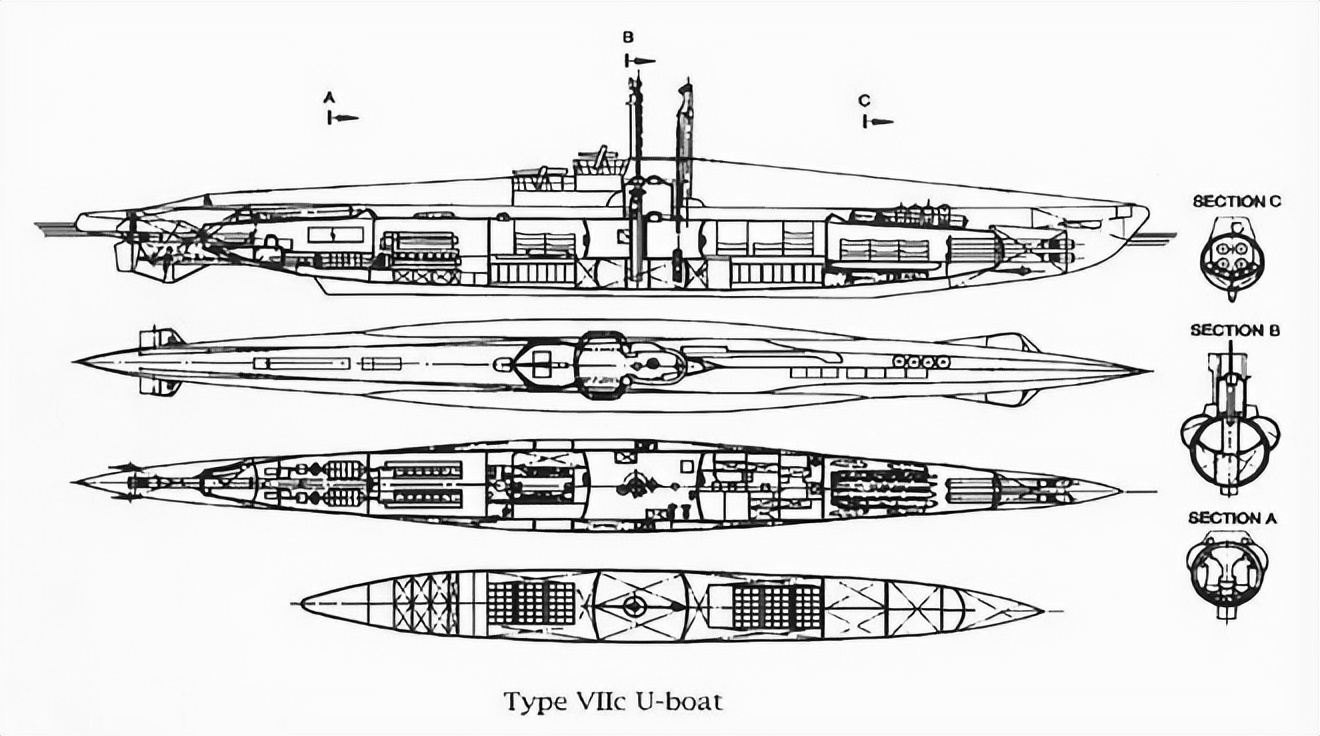
Vista interior d'un u-boot tipus VIIC

El tipus VIIC fou la columna vertebral de la flota submarina de la Kriegsmarine alemanya. Se'n van produir 568 entre els anys 1940 i 1945. Tots ells foren produïts durant la guerra. El primer VIIC produït va ser l'U-69, el 1940.
Els submarins del tipus VIIC eren màquines de guerra molt efectives i era present en gairebé totes les zones operatives dels submarins alemanys, tot i que la seva autonomia era menor a la d'altres submarins com per exemple els tipus IX. Els VIIC entraren en servei en el moment en què els "temps feliços" de la Segona Guerra Mundial tocaven el seu fi, i van ser precisament aquests submarins els que van presenciar la derrota per part de la campanya antisubmarina iniciada pels aliats a finals de 1943 i 1944.
El tipus VIIC era una versió lleugerament modificada del reeixit VIIB. Tenien uns motors molt semblants, així com la potència, però eren més grossos i pesants. Això els feia lleugerament més lents que els VIIB. Molts dels submarins del tipus VIIC van ser equipats amb l' schnorchel el 1944 i 1945.
Quant a armament, els tipus VIIC tenien la mateixa distribució de tubs llança-torpedes que els seus predecessors, excepte:
- U-72, U-78, U-80, U-554 i U-555 (només tenien dos tubs llança torpedes a la proa)
- U-203, U-331, U-351, U-401, U-431 i U-651 (no tenien tub llança-torpedes a la popa)

Possiblement el submarí VIIC més famós és l'U-96, que protagonitza el film Das Boot.

### Característiques
- Desplaçament: 769 tones (superfície), 871 tones (submergit)
- Longitud: 67.1 m en total, 50.5 m buc
- Amplada: 6.2 m en total, 4.7 m buc
- Calat: 4.74 m
- Altura: 9.6 m
- Propulsió: 3200 hp (2,400 kW) en superfície, 750 hp (560 kW) submergit
- Velocitat: 17.7 nusos (33 km/h) en superfície, 7.6 nusos (14 km/h) submergit
- Autonomia: 15170 km (8700 milles) a 10 nusos (19 km/h) en superfície, 150 km (94 milles) a 4 nusos (7 km/h) submergit
- Tubs llança-torpedes: 4 proa, 1 popa (14 torpedes)
- Canó de coberta: 88 mm/45 amb 220 projectils
- Tripulació: 44-52 oficials i mariners
- Profunditat màxima d'immersió: 230 m (754 ft)
- Profunditat pressió insostenible: 250–295 m (820–967 ft)

### U-flak
Els submarins "U-flak" eren quatre submarins VIIC: U-441, U-256, U-621 i U-951. Tenien modificacions respecte de la resta de submarins del tipus VIIC, pensades per convertir-los en escortes de superfície pels submarins d'atac que operaven des de les bases atlàntiques situades a la França ocupada. Disposaven de foc antiaeri molt potent.
Els submarins U-211, U-263 i U-271 van començar a ser modificats però cap d'ells va ser finalitzat; més tard se'ls tornà a incorporar com a submarins tradicionals de la classe VIIC.
Els submarins modificats van entrar en servei el juny de 1943 i immediatament demostraren ser reeixits contra la sorpresa RAF. En vistes del seu potencial, Dönitz ordenà als submarins travessar a velocitat màxima i en grups el golf de Biscaia. L'acció va concedir als alemanys uns dos mesos més de llibertat (encara que limitada), fins que la RAF desenvolupà contramesures. Quan la RAF va començar a disposar de vaixells escorta pels seus avions, els submarins U-flak van ser retirats i transformats de nou en submarins de combat.
La idea dels submarins U-flak sorgí l'any anterior, el 31 d'agost de 1942, quan l'U-256 va ser danyat de gravetat per avions enemics. En comptes de restaurar el submarí, es va decidir rearmar-lo amb armes antiaèries pesants per intentar de reduir les baixes infringides pels avions aliats al golf de Biscaia.
Sobre la coberta dels U-flak s'hi van instal·lar dos canons automàtics antiaeris de 20 mm Flakvierling i una canó automàtic experimental de 37 mm. Es va provar també una bateria de coets antiaeris de 86 mm però la idea no va resultar. En alguns casos també es van muntar dos metralladores de 20 mm. Respecte als torpedes, només en portaven 5, ja carregats dins els tubs llança-torpedes, per tal de disposar de més espai pels artillers addicionals.
El novembre de 1943, menys de sis mesos després de l'inici de l'experiment, tots els U-flaks ja havien tornat a ser convertits en submarins d'atac convencional, equipats amb Turm 4. L'armament antiaeri estàndard dels submarins alemanys ja no era, com havia sigut fins aquell moment, gaire inferior al dels U-flak, i aquests últims no havien demostrat ser molt reeixits. Tot i tenir una capacitat massiva de foc antiaeri, els submarins encara eren vulnerables a ser perforats per les bales; la seva millor estratègia contra aviació era simplement submergir-se.
Segons fonts alemanyes, només dos avions van ser abatuts pels U-flak en sis missions (tres pel U-441, una pel U-256, una pel U-621 i una pel U-953).

## Tipus VIIC/41

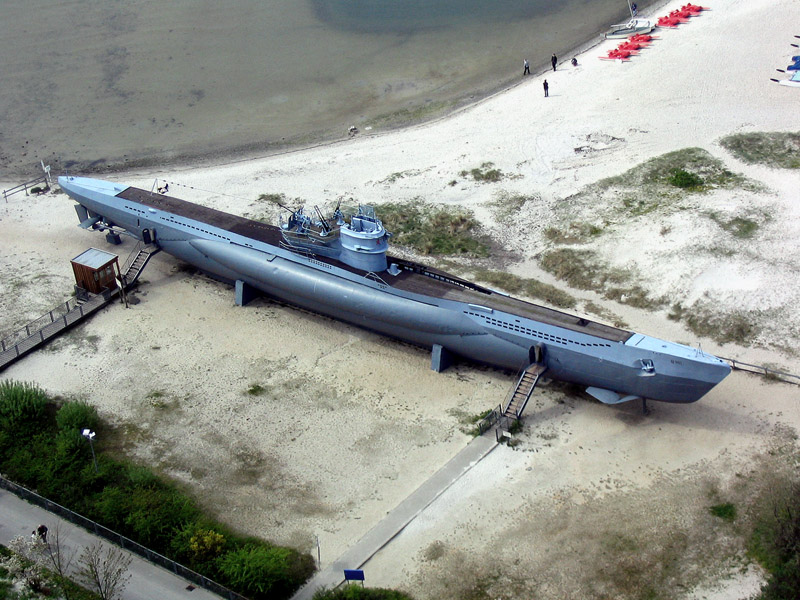
Tipus VIIC/41, U-995

Els submarins del tipus VIIC/41 eren lleugerament modificats respecte dels VIIC i tenien el mateix armament i motors. La diferència residia en el fet que posseïen un buc més resistent i maquinària més lleugera per compensar l'acer addicional afegit al buc, de manera que eren lleugerament menys pesants que els VIIC. Se'n produïren un total de 91; tots els posteriors a l'U-1271 mancaven la capacitat de manejar mines.
Avui en dia encara existeix un submarí del tipus VIIC/41: l'U-995 es troba exhibit al memorial naval de Laboe (nord de Kiel), l'únic supervivent del tipus VII al món.

### Característiques
- Desplaçament: 769 tones (superfície), 871 tones (submergit)
- Longitud: 67.1 m en total, 50.5 m buc
- Amplada: 6.2 m en total, 4.7 m buc
- Calat: 4.74 m
- Altura: 9.6 m
- Propulsió: 3200 hp (2,400 kW) en superfície, 750 hp (560 kW) submergit
- Velocitat: 17.7 nusos (33 km/h) en superfície, 7.6 nusos (14 km/h) submergit
- Autonomia: 15725 km a 10 nusos (19 km/h) en superfície, 150 km a 4 nusos (7 km/h) submergit
- Tubs llança-torpedes: 4 proa, 1 popa (14 torpedes)
- Canó de coberta: 88 mm/45 amb 220 projectils
- Tripulació: 44-52 oficials i mariners
- Profunditat màxima d'immersió: 250 m (820 ft)
- Profunditat pressió insostenible: 275–325 m (902–1066 ft)

## Tipus VIIC/42
El tipus VIIC/42 va ser dissenyat entre 1942 i 1943 amb la finalitat de substituir els ja vells VIIC. Haurien tingut un buc molt més resistent amb un gruix de fins a 28 mm i la seva profunditat màxima hauria sigut el doble de la dels VIIC. Quant a aparença externa, s'haurien assemblat molt amb els VIIC/41 però amb dos periscopis a la torre i haurien portat dos torpedes més a bord.
Es van encarregar 164 submarins d'aquest tipus, alguns arribaren a ser començats a construir però es va cancel·lar l'operació el 30 de setembre de 1943 en favor del nou tipus XXI. Cap dels submarins VIIC/42 es trobava en una fase de construcció avançada de manera que mai se'n va acabar cap.

### Característiques
- Desplaçament: 999 tones (superfície), 1099 tones (submergit)
- Longitud: 68.7 m en total, 50.9 m buc
- Amplada: 6.85 m en total, 5 m buc
- Calat: 5 m
- Altura: 10 m
- Propulsió: 4400 hp (3,300 kW) en superfície, 750 hp (560 kW) submergit
- Velocitat: 18.6 nusos (34 km/h) en superfície, 7.6 nusos (14 km/h) submergit
- Autonomia: 23310 km a 10 nusos (19 km/h) en superfície, 150 km a 4 nusos (7 km/h) submergit
- Tubs llança-torpedes: 4 proa, 1 popa (16 torpedes)
- Canó de coberta: cap
- Tripulació: 44-52 oficials i mariners
- Profunditat màxima d'immersió: 270 m (890 ft)
- Profunditat pressió insostenible: 350–400 m (1148–1312 ft)

## Tipus VIID
Els submarins tipus VIID foren dissenyats entre 1939 i 1940 i eren una versió més llarga dels VIIC, amb tres bancs de cinc tubs verticals just a la proa de la torre, similar als submarins balístics actuals però amb la diferència que aquests tubs alliberaven mines en comptes de míssils.
Aquests submarins van demostrar no ser gaire reeixits, ja que només un va sobreviure a la guerra. Els cinc restants van ser enfonsats.
Submarins tipus VIID: U-213, U-214, U-215, U-216, U-217, U-218.

### Característiques
- Desplaçament: 965 tones (superfície), 1080 tones (submergit)
- Longitud: 76,9 m en total, 59,8 m buc
- Amplada: 6,4 m en total, 4,7 m buc
- Calat: 5 m
- Altura: 9,7 m
- Propulsió: 3200 cv (2,400 kW) en superfície, 750 cv (560 kW) submergit
- Velocitat: 16,7 nusos (31 km/h) en superfície, 7,3 nusos (14 km/h) submergit
- Autonomia: 20720 km a 10 nusos (19 km/h) en superfície, 130 km a 4 nusos (7 km/h) submergit
- Tubs llança-torpedes: 4 proa, 1 popa (12 torpedes)
- Canó de coberta: cap
- Mines: 15 mines
- Tripulació: 46-52 oficials i mariners
- Profunditat màxima d'immersió: 200 m
- Profunditat pressió insostenible: 220–240 m

## Tipus VIIF
Els tipus VIIF, dissenyats el 1941, van ser principalment construïts per transportar torpedes. Eren els submarins més llargs i pesants del tipus VII. Armats idènticament a la resta de submarins del tipus VII, excepte que podien transportar fins a 39 torpedes a bord i no tenien canons a la coberta.
Només se'n van construir 4: dos d'ells, l'U-1062 i l'U-1059, van ser enviats com a suport dels submarins Monsun al llunyà orient; l'U-1060 i l'U-1061 van romandre a l'Atlàntic.

### Característiques
- Desplaçament: 1084 tones (superfície), 1181 tones (submergit)
- Longitud: 77,6 m en total, 60,4 m buc
- Amplada: 7,3 m en total, 4,7 m buc
- Calat: 4,9 m
- Altura: 9,6 m
- Propulsió: 3200 cv (2,400 kW) en superfície, 750 cv (560 kW) submergit
- Velocitat: 17,6 nusos (33 km/h) en superfície, 7,9 nusos (15 km/h) submergit
- Autonomia: 27.195 km a 10 nusos (19 km/h) en superfície, 140 km a 4 nusos (7 km/h) submergit
- Tubs llança-torpedes: 4 proa, 1 popa (39 torpedes)
- Canó de coberta: cap
- Tripulació: 46-52 oficials i mariners
- Profunditat màxima d'immersió: 200 m
- Profunditat pressió insostenible: 220–240 m